# Хоен-Зилцен
Хоен-Зилцен (њем. Hohen-Sülzen) општина је у њемачкој савезној држави Рајна-Палатинат. Једно је од 69 општинских средишта округа Алцеј-Вормс. Према процјени из 2010. у општини је живјело 595 становника. Посједује регионалну шифру (AGS) 7331041.

## Географски и демографски подаци
Хоен-Зилцен се налази у савезној држави Рајна-Палатинат у округу Алцеј-Вормс. Општина се налази на надморској висини од 153 метра. Површина општине износи 3,8 km². У самом мјесту је, према процјени из 2010. године, живјело 595 становника. Просјечна густина становништва износи 157 становника/km².